# Bystra matinangis
Bystra matinangis är en stekelart som först beskrevs av Heinrich 1934.  Bystra matinangis ingår i släktet Bystra och familjen brokparasitsteklar. Utöver nominatformen finns också underarten B. m. wawoensis.